# Der Fuchs mit den hundert Listen und der Dachs mit den zwei Listen
Der Fuchs mit den hundert Listen und der Dachs mit den zwei Listen ist ein Tiermärchen, das im mazedonischen, griechischen und serbischen Sprachraum bekannt ist.

## Handlung
Der Fuchs hat Appetit auf Hühner, kommt aber nicht an sie heran, also sucht der sich einen Dachs, der ein Loch für ihn graben soll, sodass er in den Hof gelangen kann, in dem sich die Begehrten befinden. Gemeinsam fressen sie sich satt, danach trennen sie sich wieder voneinander. Als der Besitzer des Hofes den Diebstahl der Hühner dann bemerkt, stellt er eine Falle vor dem gegrabenen Loch auf und als der Fuchs und der Dachs wiederkommen, meint der Fuchs, dass der Dachs durch das Loch schlüpfen solle, er würde ihn auch befreien, falls er in eine Falle tappen sollte, da er hundert Listen besitze. Der Dachs lehnt jedoch ab und so wagt sich der Fuchs selbst hinein, wodurch er in die Falle tappt, die ihn an den Vorderpfoten gefangen hält. Er meint zum Dachs, dass er alle seine hundert Listen vergessen habe und bittet ihn darum ihm eine seiner zwei Listen zu verraten. Dieser rät ihm sich tot zu stellen, damit der Fallensteller ihn beim Auffinden achtlos beiseite wirft. Sodann solle er wegrennen und die List gelingt.
Eine Woche später regt sich erneut der Appetit auf Hühner und da der Fuchs den Dachs nicht dazu überreden kann durch das Loch zu schlüpfen, geht er abermals selbst hinein, wodurch er wieder in die Falle tappt. Er bittet den Dachs um dessen zweite List, der ihm daraufhin rät sich zahm wie ein Hund zu stellen, um sich beim Fallensteller einzuschmeicheln. Dieser lässt sich täuschen und ist entzückt über den lieben Fuchs, der ihm immer folgt und an ihm hochspringt, so als ob er ihn schon seit vielen Jahren kennt. Er lässt den Fuchs frei herumlaufen und in der Folge macht sich dieser aus dem Staub.
Beim dritten Mal gelingt es dem Fuchs endlich den Dachs dazu zu überreden in das Loch zu steigen und so ist es nun dieser, der, in der Falle gefangen, den Fuchs um eine List bittet, doch dieser gesteht, dass er keine List hat. Da meint der Dachs zum Fuchs, dass er doch näher kommen solle, damit er ihm noch eine letzte List verraten könne, also tritt dieser ganz nah zum Dachs heran, bereit das geflüsterte Geheimnis zu empfangen. Der Dachs jedoch beißt daraufhin zu und hält den Fuchs solange fest, bis der Fallensteller kommt, um dem Fuchs den Garaus zu machen. Der Dachs aber wird wieder freigelassen.

## Hintergrund
Die mazedonische Version stammt aus der Sammlung von Marko Kostov Cepenkov (I, S. 9, Nr. 1), der es von einem Bäcker namens Sotir erzählt bekam. Im Deutschen erhielt sie den Titel Der Fuchs mit den hundert Listen und der Dachs mit den zwei Listen. Eine ähnliche sehr kurze Version findet sich auch im Serbischen. In dieser wird ein Weinbauer um seine Trauben bestohlen und der Fuchs versucht den Dachs noch zum Lachen zu bringen, doch dieser lässt nicht los. Der Text wurde um 1920 in der Umgebung von Kruševac von Krsta Božović aufgezeichnet und erhielt im Deutschen den Titel Der Dachs überlistet den Fuchs (AaTh 61A + 6). Dieser ähnlich ist die griechische Version aus Johann Georg von Hahns Griechische und Albanesische Märchen (Leipzig 1864), die aus Agia Anna in Nord-Euböa stammt und im Deutschen die Titel Von der Füchsin und dem Igel und Die Füchsin und der Igel trägt.